# В'юнові
В'юнові, Щипавкові (Cobitidae) — родина риб ряду Коропоподібних (Cypriniformes).
Родина представлена рибами, що характеризуються невеликими розмірами, подовженим циліндричним тілом, покритим дрібною лускою або позбавленим її. Очі маленькі, рот нижній, оточений шістьма — десятьма вусиками. У водах України широко поширеними представниками цієї родини є в'юн, щипавки і золотисті щипавки.

## Систематика
- Acanthopsoides
- Acantopsis
- Bibarba
- Canthophrys
- Cobitis — Щипавка
- Iksookimia
- Kichulchoia
- Koreocobitis
- Kottelatlimia
- Lepidocephalichthys
- Lepidocephalus
- Microcobitis
- Misgurnus — В'юн
- Neoeucirrhichthys
- Niwaella
- Pangio
- Paralepidocephalus
- Paramisgurnus
- Protocobitis
- Quintabarbates
- Sabanejewia — Золотиста щипавка
- Serpenticobitis

В минулому родина поділялася на дві підродини: Cobitinae та Botiinae. 2012 року ранг останньої був підвищений до окремої родини Боцієві (Botiidae).